# 邻苯二甲酸二(2-乙氧基乙酯)
邻苯二甲酸二(2-乙氧基乙酯)（缩写BEOP，或称为：di(2-ethoxyethyl) phthalate，缩写DEEP）是一种由一分子邻苯二甲酸与两分子乙二醇单乙醚形成的邻苯二甲酸酯，结构简式C6H4[COO(CH2)2OCH2CH3]2，曾经用作塑化劑。